# Nur dies eine Mal
Nur dies eine Mal (deutscher TV-Titel: Eine Falle für den Playboy) ist eine US-amerikanische Filmkomödie aus dem Jahr 1952 von Don Weis mit Janet Leigh und Peter Lawford in den Hauptrollen. Der Film wurde von Metro-Goldwyn-Mayer produziert.

## Handlung
Der New Yorker Playboy Mark MacLene hat zwei Millionen Dollar Schulden angehäuft. Sein Vermögensverwalter Richter Coulter bringt die Gläubiger dazu, mit ihren Forderungen zu warten, bis Mark einen Zahlungsplan zur Vermeidung des Bankrotts entwickelt hat. Als Coulter Marks Situation durchleuchtet, wird er von der Sturheit der Anwältin Lucille Duncan überrascht, die entgegen den Wünschen ihres Klienten eine Klage über 25 Dollar durchzieht. Coulter sucht sie auf und bittet sie die sogenannte Spencer Klausel zu übernehmen, eine Klausel im Testament von Marks Großvater, der es erlaubt, Marks gesamten Besitz zu verwalten im Falle von Gefahr. Für 50 Dollar die Woche übernimmt Lucille den Fall.
Coulter stellt Lucille Mark vor, die von Marks antiker Einrichtung beeindruckt ist. Im Glauben, dass er die attraktive Lucille leicht beeinflussen kann, stimmt Mark dem Plan zu. Am nächsten Tag werden alle Rechnungen an Lucille weitergeleitet, die über Marks Extravaganzen schockiert ist. Sofort zahlt sie so viel wie möglich zurück. Mark fragt um ihre Unterschrift unter einen Scheck über 5.000 Dollar, was sie verweigert. Lucille erklärt ihm, dass er von nun an mit 50 Dollar die Woche auskommen muss und zeigt ihm, wo er für 50 Cent ein gutes Mittagessen bekommt. Im Automatenrestaurant wundert sich Mark, dass sein Sandwich so gut ist, wird aber von Lucille sofort zurechtgewiesen, als er einem Angestellten 10 Dollar Trinkgeld gibt. Einige Tage später glaubt Lucille, dass sich Mark mit seiner Situation arrangiert hat, doch Richter Coulter informiert sie, dass Mark mit seiner Privatmaschine zu einem Einkaufstrip nach Paris geflogen ist. 
Nach einiger Zeit kann Lucille Mark auf Hawaii orten. Sie zwingt ihn durch Verkauf einiger Teile seines Besitzes zur sofortigen Rückkehr. Während Coulter von ihr beeindruckt ist, hat Lucille das Gefühl, dass Mark sie hasst. Da sein Haus nun fast leer ist, entscheidet sich Mark, Lucille zu zeigen, wie es ist, wenn jemand anderer sein Leben reguliert. Er zieht bei ihr ein, denn die Klausel sieht vor, dass der Verwalter für Kost und Logis zu sorgen hat. Mark erklärt Lucille, dass Geld für ihn keine Bedeutung habe, daher gebe er es aus. Für Lucille bedeute Geld alles, deshalb versuche sie, es zusammenzuhalten. Als Lucille am Abend nach Hause kommt, ist ihr Appartement neu dekoriert. Mark hat ein exklusives Dinner gekocht, das Essen wird jedoch von Lucilles Verlobten Tom Winters unterbrochen, der natürlich von Marks Anwesenheit nicht begeistert ist. Tom erzählt, dass er eine Gehaltserhöhung auf 85 Dollar die Woche bekommen habe und sie somit endlich heiraten können. Mark findet heraus, dass Tom für eine Baufirma arbeitet, die er besitzt. Er ruft Toms Vorgesetzten Blackwell an und ordnet für Tom eine Gehaltserhöhung auf 500 Dollar die Woche an. 
Lucille ist misstrauisch, als sie von Tom die gute Nachricht hört. Als sie herausfindet, dass Mark der Besitzer der Firma ist, fordert sie Tom auf, die Gehaltserhöhung abzulehnen. Sie hat Angst, dass Mark nun ihr Leben verändert statt andersherum und will den Auftrag abgeben, doch Coulter erhöht ihr Gehalt auf 100 Dollar die Woche. Um Mark dazu zu bringen, sein verschwenderisches Leben aufzugeben, schlägt sie vor, einen Tag miteinander zu verbringen und dabei nur Dinge zu unternehmen, die nichts kosten. Mark freut sich über den Vorschlag, auch wenn Tom dabei ist. Im Laufe des Tages entsteht zwischen Mark und Tom eine Freundschaft. Mark erkennt, wie sehr Tom Lucille liebt. Als sie das Empire State Building besuchen, nimmt Tom versehentlich einen anderen Aufzug als Mark und Lucille. Mark will die Gelegenheit nutzen und nun den Abend mit Lucille alleine verbringen. Er wird sich jedoch klar, dass er sich in Lucille verliebt hat und packt seine Sachen, um woanders zu schlafen. Gerade will er Lucille küssen, als Tom erscheint. Als Mark gegangen ist, erzählt Tom Lucille, dass ihm Mark seine Yacht und seine Villa für ihre Flitterwochen angeboten habe. Lucilles Reaktion zeigt ihm, dass sich seine Braut in Mark verliebt hat und verlässt das Appartement. 
Am nächsten Morgen erklärt Mark Coulter, dass er Lucille heiraten wolle. In ihrem Büro weist Lucille seinen Heiratsantrag jedoch zurück, da sie ihn nicht respektieren könne, wenn er nicht arbeite. Schon nach kurzer Zeit ruft er sie an und erzählt ihr, dass er mit seinem Universitätsabschluss in Chemie Arbeit in einem Labor gefunden habe. Lucille will daraufhin erfreut mit ihm am Abend feiern, doch Mark muss arbeiten. Am nächsten Tag langweilt er Lucille mit Details seiner chemischen Experimente. Lucille hegt den Verdacht, dass Mark ihr etwas vorspielt und entlarvt die Scharade, als er angebliche Kollegen zum Abendessen einlädt. Wütend wirft sie ihn aus der Wohnung, trotz seiner Proteste, dass er wirklich Arbeit habe. Sie fühlt, dass sie verloren hat und bestellt ein teures Brautkleid. Als sie Coulter besucht, informiert er sie, dass Mark, der Reservist bei der Navy ist, einberufen wurde. Lucille eilt zum Hauptquartier und wirft sich in Marks Arme, als sie ihn dort findet. Mark beruhigt sie, er werde nur nach Washington geschickt, um die Auslagen der Navy zu überwachen.

## Produktion

### Hintergrund
Gedreht wurde der Film vom 19. Juni bis Mitte Juli 1951 in den MGM-Studios in Culver City.

### Stab
James Basevi und Cedric Gibbons oblag die künstlerische Leitung. F. Keogh Gleason und Edwin B. Willis waren für das Szenenbild zuständig, William Tuttle und Jack Truwe für das Maskenbild. Verantwortlicher Toningenieur war Douglas Shearer. A. Arnold Gillespie schuf die Spezialeffekte. Albert Richard Sendrey leitete das Orchester.

### Besetzung
In kleinen nicht im Abspann erwähnten Nebenrollen traten John Eldredge, Bess Flowers, Robert Foulk, Ned Glass, Phyllis Kirk, Harold Miller und Jeff Richards auf.

## Synchronisation
1952 entstand die erste Synchronfassung für den Kinoeinsatz. Peter Lawford wurde dabei von Günther Jerschke gesprochen.
Die Fernsehfassung entstand 1986 im Auftrag der ‘’Taunus Ton Bearbeitung’’ unter der Dialogregie von Jürgen Neu, der auch das Dialogbuch schrieb.
| Rolle           | Schauspieler     | Deutscher Synchronsprecher |
| --------------- | ---------------- | -------------------------- |
| Lucy Duncan     | Janet Leigh      | Angelika Bender            |
| Marc MacLene    | Peter Lawford    | Hans-Jürgen Dittberner     |
| Richter Coulter | Lewis Stone      | Günther Jerschke           |
| Gertrude Crome  | Marilyn Erskine  | Karin Grüger               |
| Tom Winters     | Richard Anderson | Wolfgang Condrus           |
| Frank Pirosh    | Douglas Fowley   | Uwe Koschel                |
| Mt. Blackwell   | Hanley Stafford  | Karl-Heinz Hess            |
| Jeff Parma      | Henry Slate      | Claudius Zimmermann        |
| Stanley Worth   | Jerry Hausner    | Christian Mey              |
| Herbert Engel   | Benny Rubin      | Alf Marholm                |
| Adam Backwith   | Charles Watts    | Joachim Fillies            |
| Mr. Black       | Emerson Treacy   | Wolfgang Rositzka          |

Anmerkung: Die kursiv geschriebenen Namen sind Rollen und Darsteller, die nicht im Abspann erwähnt wurden.

## Veröffentlichung
Die Premiere des Films fand am 27. Februar 1952 in Los Angeles statt. In der Bundesrepublik Deutschland kam er 1955 in die Kinos.

## Kritiken
Der Filmkritiken-Aggregator Rotten Tomatoes hat in einer Auswertung ein Publikumsergebnis von 67 Prozent positiver Bewertungen ermittelt.
Das Lexikon des internationalen Films schrieb: „Schwungvoll und witzig inszenierte Liebeskomödie mit guten Darstellern.“
Die Filmzeitschrift Cinema befand: „Vorhersehbare, aber amüsante Romanze.“
Für Bosley Crowther von der The New York Times stand fest, dass die Filmemacher es beim nächsten Mal besser zu machen haben. Zuschauer unter 20 und über 15 werden etwas amüsiert sein. Die burschikose Keckheit und Nonsens von Sidney Sheldon und Don Weis wäre besser gedrosselt worden.
Der Kritiker des TV Guide sah einen von Don Weis intelligent und energisch inszenierten Film.